# Escudos de las colonias alemanas
Los escudos de las colonias alemanas fueron preparados pero nunca fueron concedidos formalmente.
En 1914, el diplomático William Solf propuso que se asignaran banderas y escudos a las colonias alemanas, como las banderas y los escudos utilizados por las colonias británicas. Solf creía que esto serviría para anunciar el poder de Alemania, y alentaría el orgullo alemán entre los colonos. El emperador Guillermo II estaba entusiasmado con la idea, y los bosquejos fueron preparados para su inspección por Solf conjuntamente con la oficina de la heráldica y el duque Juan Alberto de Mecklenburgo. Sin embargo, la Primera Guerra Mundial estalló antes de que el proyecto fuera finalizado, y los escudos nunca fueron usados. Esto fue en parte porque dar a las colonias su propia insignia en tiempos de guerra podría haber permitido que dichas colonias tuvieran símbolos para reunirse en rebelión. Después de la derrota en la guerra, Alemania perdió todas sus colonias y los escudos nunca fueron concedidos.
Los escudos de las colonias y protectorados del Imperio alemán siguen un estilo similar. Se componen de una parte superior de una águila de una sola cabeza conocida como Reichsadler o águila imperial, y en la parte inferior de una representación con un símbolo específico de la colonia a la que se refieren. Por ejemplo, un elefante para Camerún. Por encima del escudo se colocó la Corona Estatal Alemana (que era meramente simbólica, y no existía físicamente). Los borradores tempranos incluyeron un pergamino que exhibía el nombre de la colonia o protectorado en alemán.
| Las propuestas de escudos de las colonias del Imperio alemán. | Las propuestas de escudos de las colonias del Imperio alemán. | Las propuestas de escudos de las colonias del Imperio alemán. |
| ------------------------------------------------------------- | ------------------------------------------------------------- | ------------------------------------------------------------- |
|                                                               |                                                               |                                                               |
| Nueva Guinea alemana                                          | Samoa alemana                                                 | África del Sudoeste Alemana                                   |
|                                                               |                                                               |                                                               |
| Kamerun                                                       | Togolandia                                                    | África Oriental Alemana                                       |